# Proffice

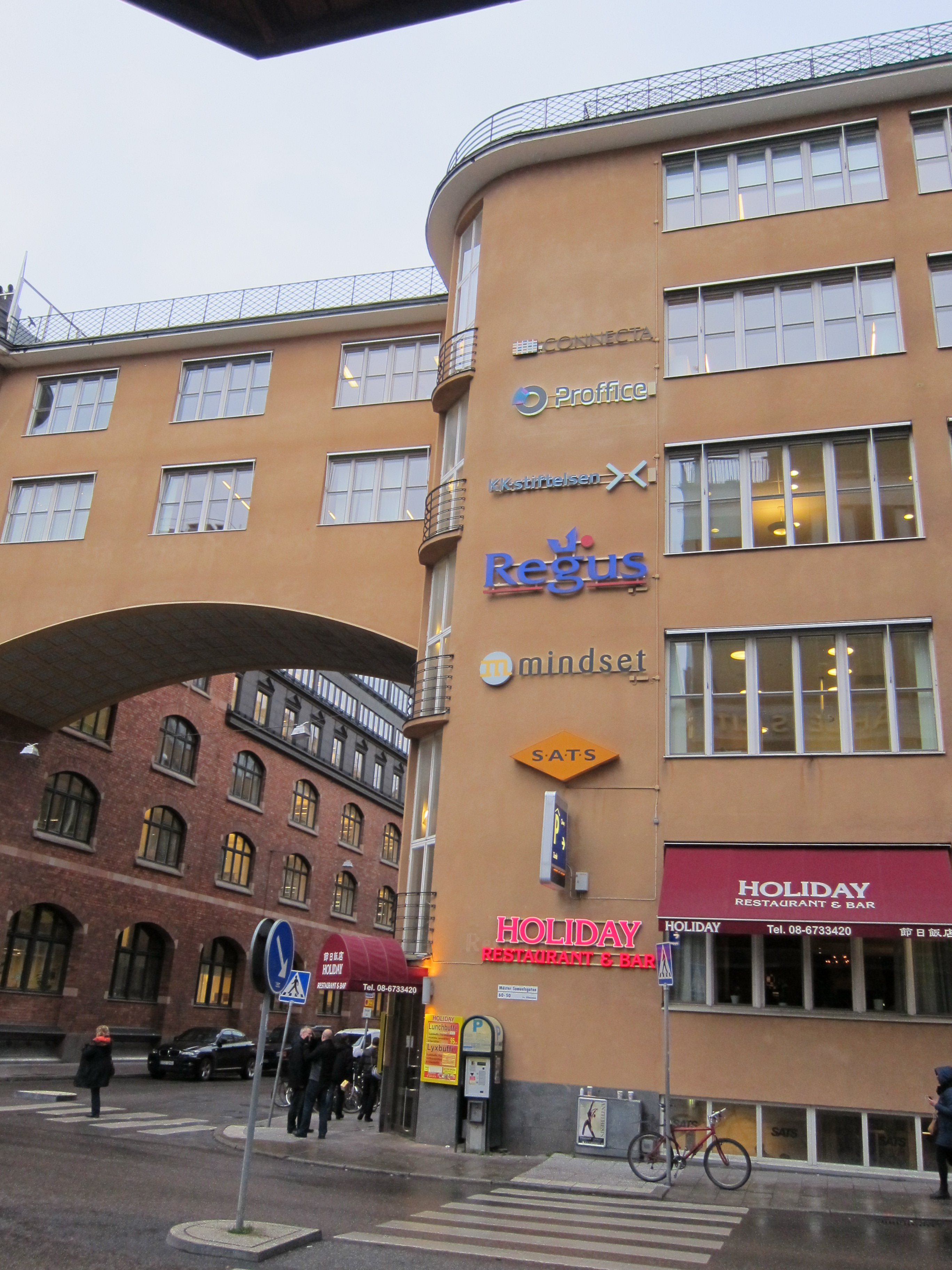
Proffice kontor Stockholm

Proffice var ett nordiskt bemanningsföretag. Företaget hade sitt ursprung i Snabbstenografen, en firma för skrivbyråtjänster som etablerades år 1960 i Stockholm. I mitten av 2010-talet hade Proffice omkring 10 000 medarbetare på mer än 80 kontor i de flesta medelstora och stora städerna i Norden förutom på Island. Proffice var specialiserade inom administration & kontor, ekonomi, lön & inköp, flyg- & resebranschen, försäljning, industri lager & logistik, IT, Life Science, kundtjänst, media, marknad & kommunikation, HR, hälsa & sjukvård samt teknik. I Profficekoncernen ingick även Dfind.
Bolaget förvärvades 2016 av det nederländska bemanningsföretaget Randstad och bytte till det namnet.